# Závist (Blanskói járás)
Závist település Csehországban, a Blanskói járásban. Závist Černá Hora és Milonice településekkel határos. Lakosainak száma 151 fő (2024. január 1.).

## Népesség
A település lakosságának változását az alábbi diagram mutatja:
| Lakosok száma | 124  | 145  | 153  | 149  | 148  | 138  | 140  | 145  | 136  | 151  |
|               | 1869 | 1890 | 1921 | 1950 | 1980 | 2001 | 2017 | 2019 | 2022 | 2024 |